# ديريك باركر
ديريك باركر (بالإنجليزية: Derek Parker)‏ (23 يونيو 1926 في المملكة المتحدة - 1 يناير 2011) هو مدرب كرة قدم ولاعب كرة قدم بريطاني (وحمل سابقاً جنسية المملكة المتحدة لبريطانيا العظمى وأيرلندا) في مركز الدفاع. لعب مع كولتشستر يونايتد ووست هام يونايتد وغرايز أتلاتيك ‏ وStowmarket Town F.C. ‏.